# Quemusia cordillera
Espèce
Quemusia cordillera est une espèce d'araignées aranéomorphes de la famille des Desidae.

## Distribution
Cette espèce est endémique de Nouvelle-Galles du Sud en Australie. Elle se rencontre dans le parc national des Border Ranges.

## Description
La carapace du mâle holotype mesure 2,2 mm de long sur 1,4 mm de large et l'abdomen 1,9 mm de long sur 1,1 mm de large.

## Publication originale
- Davies, 1998 : A revision of the Australian metaltellines (Araneae: Amaurobioidea: Amphinectidae: Metaltellinae). Invertebrate Taxonomy, vol. 12, no 2, p. 211-243.